# Museum für Moderne Kunst
El Museum für Moderne Kunst (nombre propio y ortografía: MUSEUM  ᴹᴹᴷ FÜR MODERNE KUNST) en Fráncfort del Meno fue fundado en 1981. Los iniciadores fueron el teórico del arte y arquitectura de Marburgo, Heinrich Klotz, y el crítico de arte y teatro Peter Iden. El edificio del museo fue diseñado por el arquitecto vienés Hans Hollein e inaugurado en 1991, y está dirigido por Susanne Peffer desde 2018. Con el MUSEO ᴹᴹᴷ, la TORRE ᴹᴹᴷ y el ZOLLAMT ᴹᴹᴷ, el Museum für Moderne Kunst tiene un total de tres sedes.

## Arquitectura y ubicación

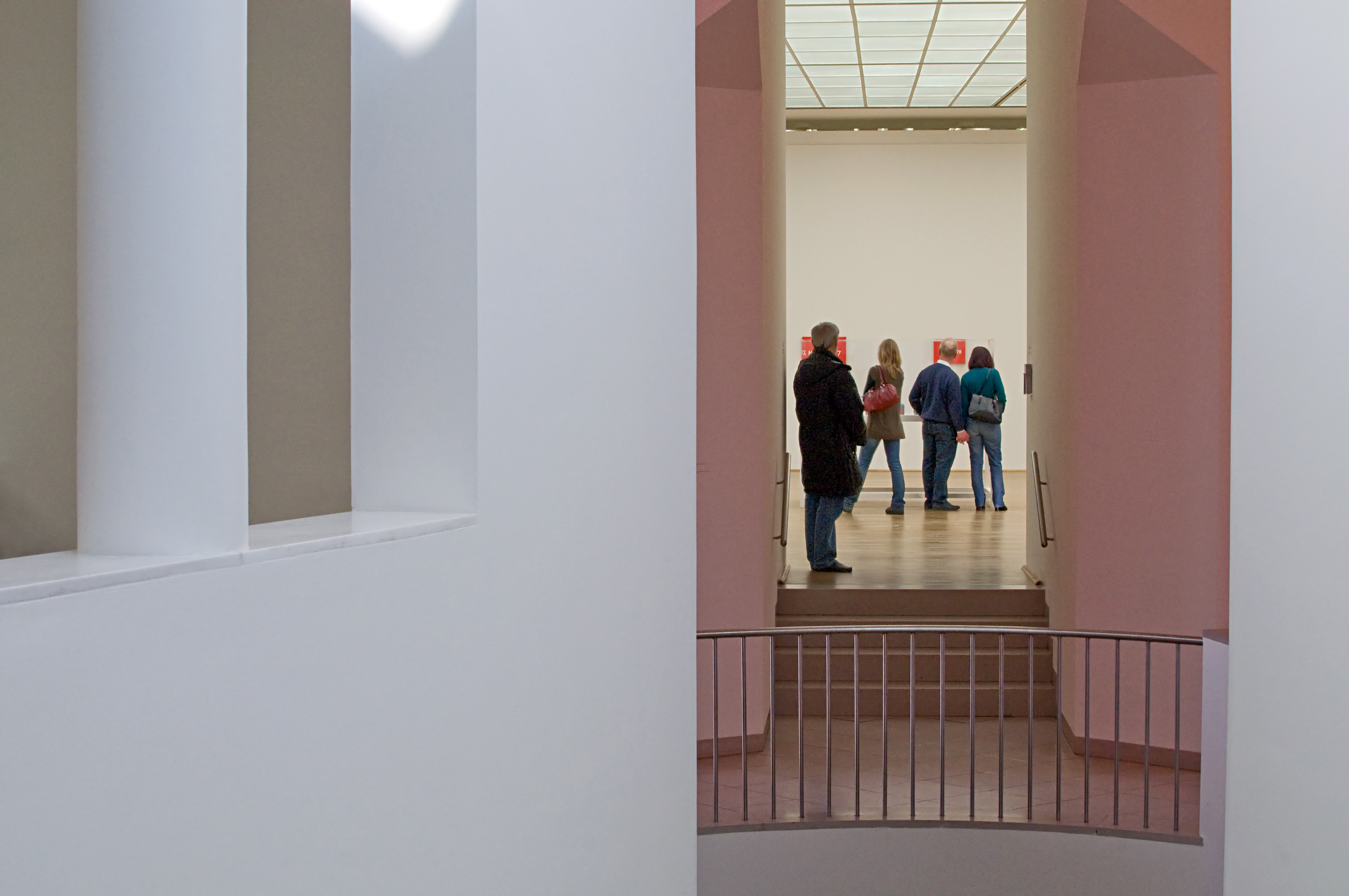
En el museo (2010)

Después de la toma de decisión de crear el Museum für Moderne Kunst en 1981, en 1982 se compró un inmueble en el centro de la ciudad que originalmente estaba destinado a la ampliación de las oficinas de la ciudad.  La entrada principal al museo estaría en la esquina de la Domstrasse y Braubachstrasse, creando una conexión con el casco histórico. En 1983 siguió un concurso abierto de implementación. El 17 de mayo de 1983  el arquitecto vienés Hans Hollein ganó con su diseño y recibió el encargo de realizarlo.  La construcción comenzó en 1987 y la ceremonia de inauguración se celebró en 1988.  Peter Iden desarrolló el concepto para las salas de exposición. Apenas se hicieron cambios en el diseño de Hollein.  En el diseño de Hollein sólo se tuvo en cuenta la instalación Lightning Strike with Light Shining on Deer de Joseph Beuys  adquirida antes de la inauguración, que dio como resultado un espacio de dos plantas adaptado específicamente a esta obra. 

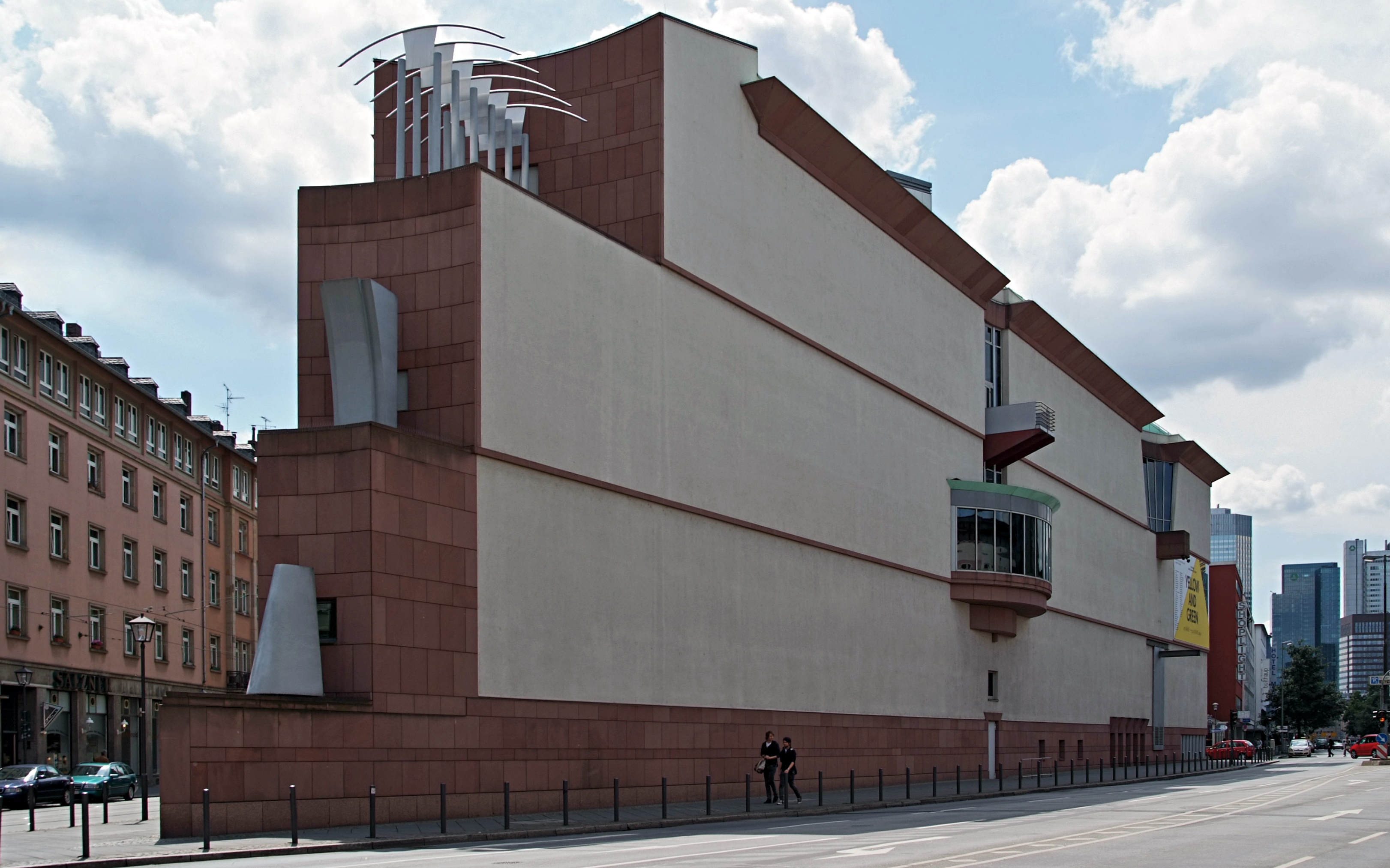
Fachada norte del museo (2009)

El diseño Hollein se basa en el planteamiento de que en un museo no puede haber un espacio neutro, "sino sólo espacios característicos de diferentes tamaños (y su desarrollo) con los que la obra de arte entra en una dialéctica en potenciación mutua." 
La altura del edificio de tres plantas se adapta al entorno y se caracteriza por su forma triangular y su diseño de fachada. También se le conoce popularmente como “pedazo de torta” (Tortenstück)   y fue diseñado con este motivo por Claes Oldenburg.  El edificio alberga tres niveles principales para exposiciones y un área administrativa en el entrepiso, que se encuentra encima del área de entrada y la cafetería. En esta zona también se encuentran la biblioteca y el archivo MMK. Toda la zona del museo dispone de un sótano. Allí se encuentran talleres, depósitos y una sala de conferencias. 

## Historia
Durante la Segunda Guerra Mundial, una gran parte del casco antiguo de Fráncfort fue destruida en los ataques aéreos de los aliados. Esta circunstancia provocó un déficit cultural en el paisaje urbano. Fráncfort comenzó a reformar el sector cultural de la ciudad en los años 1970 a través de nuevos proyectos edilicios. Como parte de este programa adquirió villas y parques para iniciar la reconstrucción del centro histórico de la ciudad y la ampliación del llamado Museumsufer (orilla de los museos), que se refiere a la orilla sur del Meno. Los orígenes del MMK estuvieron estrechamente integrados desde el principio en el concepto de Museumsufer. 
El plan original era albergar un museo de arquitectura y un museo de arte contemporáneo en un solo edificio. El magistrado de la ciudad aceptó esta sugerencia y decidió el 10 de mayo de 1979 establecer estas dos instituciones en un solo edificio. El museo debería dividirse arquitectónicamente en dos áreas y gestionarse de forma común. Sin embargo, la propuesta y la implementación fueron rechazadas debido a las limitadas posibilidades espaciales. Uno de los factores decisivos fue la compra de obras de arte de la antigua colección Ströher por decisión del ayuntamiento. 
La idea de crear un museo de arte moderno en Fráncfort surgió de Peter Iden, un influyente crítico de teatro y arte del Frankfurter Rundschau y director para la erección del museo en el período 1978-1987. Iden logró apoyo político para su proyecto en el entonces alcalde Walter Wallmann (CDU), y en el jefe del departamento cultural Hilmar Hoffmann (SPD). En 1989, el historiador y curador de arte suizo Jean-Christophe Ammann se mudó de la Kunsthalle de Basilea a Fráncfort del Meno, y el 6 de junio de 1991 inauguró como director el nuevo museo.  Con un nuevo modelo de exposición, el Cambio de Escena (Szenenwechsel), que se realizó un total de 20 veces con la ayuda de patrocinadores privados (Cambio de Escena I, 1992 hasta Cambio de Escena XX, 2001-2), el nuevo museo ganó reputación internacional. Durante las exposiciones del cambio de escena, el inventario del museo se reorganizaba cada seis meses y se enriquecía con nuevas incorporaciones, préstamos y exposiciones especiales. 
De 2002 a 2008, Udo Kittelmann (director de la Galería Nacional de Berlín desde noviembre de 2008) fue el director del museo. En enero de 2009, Susanne Gaensheimer, ex curadora de arte contemporáneo de la Städtische Galerie im Lenbachhaus de Múnich, se convirtió en directora del MMK.  El 31 de agosto de 2017 dejó el museo para hacerse cargo de la gestión de la colección de arte de Renania del Norte-Westfalia en Düsseldorf.  El subdirector Peter Gorschlüter pasó a ser director en funciones. Desde enero de 2018, Susanne Pfeffer, que recientemente dirigió el Museo Fridericianum (Kassel), es directora del MMK.

## Colección
Hoy en día, el MMK alberga más de 4.500 obras de arte de unos 440 artistas, desde los años 60 hasta la actualidad. Estas obras y grupos de obras son una muestra representativa de todos los géneros del arte moderno y contemporáneo, como pintura, escultura, video, fotografía, instalaciones de luz y sonido, así como obras de performance de la escena artística nacional e internacional. Las bases se sentaron con la compra de importantes obras de la colección del industrial de Darmstadt Karl Ströher. En 1980/81  la ciudad de Fráncfort adquirió 87 obras de la colección de Karl Ströher, fallecido en 1977. Principalmente se trataba de obras de los años 60 de artistas del arte pop como Robert Rauschenberg, Jasper Johns, Andy Warhol, Roy Lichtenstein (We Rose Up Slowly), Claes Oldenburg, James Rosenquist, George Segal y Tom Wesselmann, obras de artistas del minimalismo como Carl Andre, Dan Flavin, Donald Judd, Walter De Maria, Robert Morris, Frank Stella y otras de artistas como John Chamberlain o Cy Twombly, además de otras de artistas europeos como Blinky Palermo, Reiner Ruthenbeck, Gerhard Richter, Francis Bacon y otros. Las obras adquiridas por Karl Ströher incluyen “Nude” de Francis Bacon (1960), “Monochrome Bleu IKB 88” de Yves Klein (1959), “Fountain” de Robert Morris (1963), “Pedestrian” de Gerhard Richter (1963) y "Alps" (1968) y "Cien latas de sopa Campbell" de Andy Warhol (1962).  El director fundador Peter Iden también amplió el fondo a 135 obras entre 1981 y 1987, trasladando así el foco de la colección a los años 1970 y 1980.  Desde 1989, el ciclo RAF de Gerhard Richter del 18 de octubre de 1977 es una de las principales obras en préstamo del museo. El ciclo fue adquirido por el Museum für Moderne Kunst de la ciudad de Nueva York en 2005. En 2006, el Museum für Moderne Kunst, junto con el Kunstmuseum Liechtenstein y el Kunstmuseum St. Gallen, adquirieron la colección del galerista de Colonia Rolf Ricke, incluidas obras de Richard Artschwager, Bill Bollinger, Donald Judd, Gary Kuehn y Steven Parrino.

### Exposiciones
- 1987: Dalla Pop Art Americana alla nuova figurazione. Opere del Museo d‘arte moderna di Francoforte, Padiglione d‘arte contemporanea, Milano
- 1991: Eröffnungsausstellung Museum für Moderne Kunst Frankfurt, 6. Juni 1991
- 1991: Carl Andre: Extraneous Roots
- 1992–2002: Szenenwechsel I - Szenenwechsel XX
- 1994: Das Museum für Moderne Kunst und die Sammlung Ströher
- 1997: Views from Abroad: European Perspectives on American Art
- 1997: Thomas Bayrle: TassenTassen 1967–1997
- 1997: Alex Katz: Smiles
- 1998: Alighiero Boetti: Die Welt zur Welt bringen / Mettere al Mondo il Mondo
- 1999: Bill Viola: A 25 Year Survey Exhibition - Werke aus 25 Jahren
- 1999: Dan Flavin: Two Primary Series and one Secondary, Projektraum MMK im Alten Hauptzollamt
- 2000: Eric Fischl: Works from the 1980s & Travel of Romance
- 2000: Screenings 01 - 10: Filme, Videos und Videoinstallationen, Projektraum MMK im Alten Hauptzollamt
- 2000–2001: Lucian Freud: Naked Portraits
- 2001: Jeff Wall: Figures and Places
- 2002: Hans Peter Feldmann: Kinderzimmer
- 2002: Das Museum, die Sammlung, der Direktor und seine Liebschaften
- 2002: Martin Boyce: Dornbracht Installation Projects
- 2003: Das lebendige Museum
- 2003: Rosemarie Trockel: Das Kinderzimmer
- 2004: Teresa Margolles: Muerte sin fin
- 2004: Elaine Sturtevant: The Brutal Truth
- 2005: Whats New, Pussycat?
- 2005: Spinnwebzeit: Die ebay-Vernetzung
- 2006: Barbara Klemm: 14 Tage China im Jahre 1985
- 2006: Thomas Bayrle: 40 Years Chinese Rock’n’Roll
- 2006: Thomas Demand: Klause
- 2006: Humanism in China. Ein fotografisches Porträt
- 2006: Serge Spitzer und Ai Weiwei: Territorial
- 2006: Andreas Slominski: Roter Sand und ein gefundenes Glück
- 2007: Maurizio Cattelan
- 2007: Das Kapital. Blue Chips & Masterpieces
- 2007: Verwendungsnachweis. Stipendiaten der Jürgen Ponto-Stiftung 2003–2006
- 2007: Taryn Simon: An American Index of the Hidden and Unfamiliar
- 2007: Frank Moritz: Menschenbild II
- 2008: Hans Josephsohn: Bildhauer
- 2008: Miroslav Tichý: Fotograf
- 2008: Bernard Buffet: Maler
- 2008: © Takashi Murakami
- 2009: Bogomir Ecker, Mark Wallinger und ein Unbekannter Meister: Angel Dust
- 2009: Yellow and Green. Positionen aus der Sammlung des MMK
- 2009: Double Reiner Ruthenbeck: Umgekippte Möbel, 1971
- 2009: Sarah Morris: Gemini Dressage
- 2009: Gerhard Richter: 2 Seestücke, 1975
- 2009: Jack Goldstein
- 2009: Double Sol LeWitt: Wall Drawing #261, 1975
- 2009: Peter Roehr: Werke aus Frankfurter Sammlungen
- 2009: Double Isa Genzken: 3 Vollellipsoide Skulpturen, 1978
- 2010: Radical Conceptual. Positionen aus der Sammlung des MMK
- 2010: Funktionen der Zeichnung. Konzeptuelle Kunst auf Papier aus der Sammlung des MMK
- 2010: Double Wolfgang Laib: Blütenstaub von Haselnuß
- 2010: Florian Hecker: Event, Stream, Objekt
- 2010: Double Andreas Slominski: Fallen – Hochsprunganlage – Berg Sportgeräte, 1988
- 2010: Double Anri Sala: „Title Suspended“, 2008
- 2010: Not in Fashion. Mode und Fotografie der 90er Jahre
- 2010: The Lucid Evidence. Fotografie aus der Sammlung des MMK
- 2011: New Frankfurt Internationals: Stories and Stages
- 2011: Félix González-Torres: Specific Objects without Specific Form
- 2011: MMK 1991–2011. 20 Jahre Gegenwart im MMK, MMK Zollamt und MainTor-Areal
- 2011: Douglas Gordon
- 2012: Andy Warhol: Headlines
- 2012: MAKING HISTORY. Im Rahmen von RAY – Fotografieprojekte Frankfurt Rhein/Main
- 2012: Fotografie Total. Werke aus der Sammlung des MMK
- 2012: Thomas Scheibitz: One-Time Pad
- 2012: Alex Monteith: Exercise Blackbird
- 2013: Carsten Nicolai: Unidisplay. Uni(psycho)acoustic
- 2013: Rineke Dijkstra: The Krazy House
- 2013: Danica Dakić: Safe Frame
- 2013: Franz West: Wo ist mein Achter?
- 2013–2014: Hélio Oiticica: Das große Labyrinth
- 2014: Die Göttliche Komödie: Himmel, Hölle, Fegefeuer aus Sicht afrikanischer Gegenwartskünstler
- 2014–2015: Subodh Gupta: Everything is Inside
- 2014–2015: Sturtevant. Drawing Double Reversal
- 2015: Gerald Domenig: Ausstellungsvorbereitung
- 2015: Isa Genzken: New Works
- 2015: Imagine Reality. RAY 2015 Fotografieprojekte Frankfurt RheinMain
- 2015: William Forsythe: The Fact of Matter
- 2016: Kader Attia: Sacrifice and Harmony
- 2016–2017: Mathieu Kleyebe Abonnenc: Mefloquine Dreams
- 2016–2017: Fiona Tan: Geografie der Zeit
- 2016–2017: 25 Jahre MMK Museum für Moderne Kunst – Neue Sammlungspräsentation
- 2017: Ed Atkins: Corpsing
- 2017: Claudia Andujar: Morgen darf nicht gestern sein
- 2017: Carolee Schneemann: Kinetische Malerei
- 2017–2018: A Tale of Two Worlds. Experimentelle Kunst Lateinamerikas der 1940er- bis 80er-Jahre im Dialog mit der Sammlung des MMK
- 2018–2019: Cady Noland
- 2019–2020: Museum
- 2020: Frank Walter: Eine Retrospektive
- 2021–2022: Crip Time
- 2022: Marcel Duchamp
- 2022–23: Rosemarie Trockel
- 2023: Cameron Rowland
- 2023-24: Elizabeth Catlett
- 2023-24: Helena Uambembe
- 2024: "There is no there there"

## TOWERᴹᴹᴷ

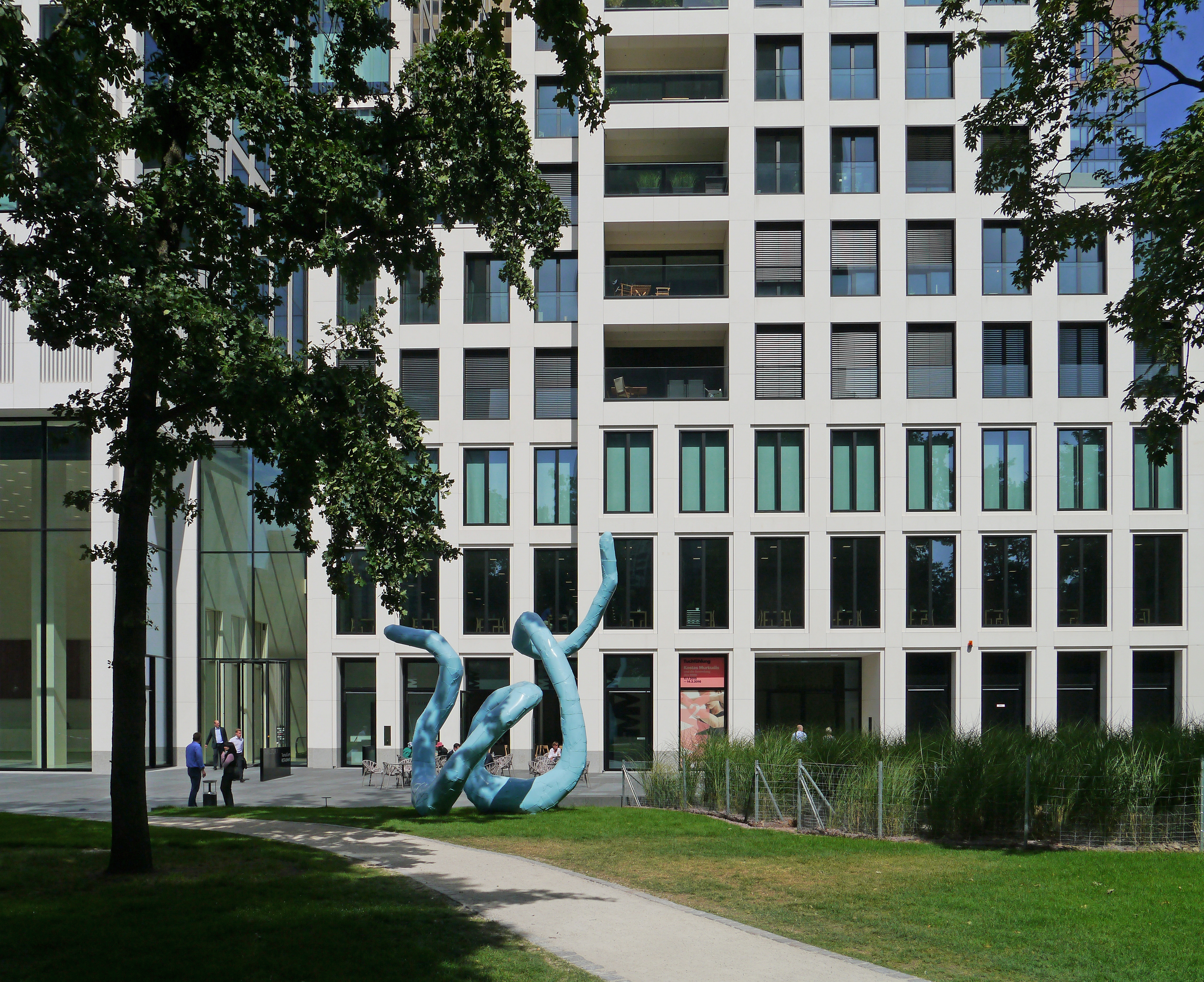
TOWERᴹᴹᴷ, entrada en la Gallusanlage (2015)

El MMK tiene otra sala de exposiciones externa en el segundo piso de la Taunusturm en la Gallusanlage desde el 19 de octubre de 2014. Los costos de los aproximadamente 2000 m²  de superficie del museo, así como los costes de mantenimiento de 15 años se financian de forma privada. Allí se realizarán dos veces al año exposiciones temporales del fondo del museo.  

### Exposiciones desde 2014
- 2014–2015: Boom She Boom. Werke aus der Sammlung des MMK
- 2015–2016: Tuchfühlung. Kostas Murkudis und die Sammlung des MMK
- 2016: Das imaginäre Museum. Werke aus dem Centre Pompidou, der Tate und dem MMK
- 2016–2017: Willem de Rooij: Entitled.
- 2017: Primary Structures. Meisterwerke der Minimal Art
- 2017–2018: I AM A PROBLEM. Inszeniert von Ersan Mondtag
- 2018: Image Profile. Aspekte des Dokumentarischen in der fotografischen Sammlung des MMK
- 2018–2019: Weil ich nun mal hier lebe
- 2021: Cyprien Gaillard: Frankfurter Schacht
- 2022: Retrospektive Stéphane Mandelbaum
- 2023: Cameron Rowland
- 2023/2024: Elizabeth Catlett

## ZOLLAMTᴹᴹᴷ

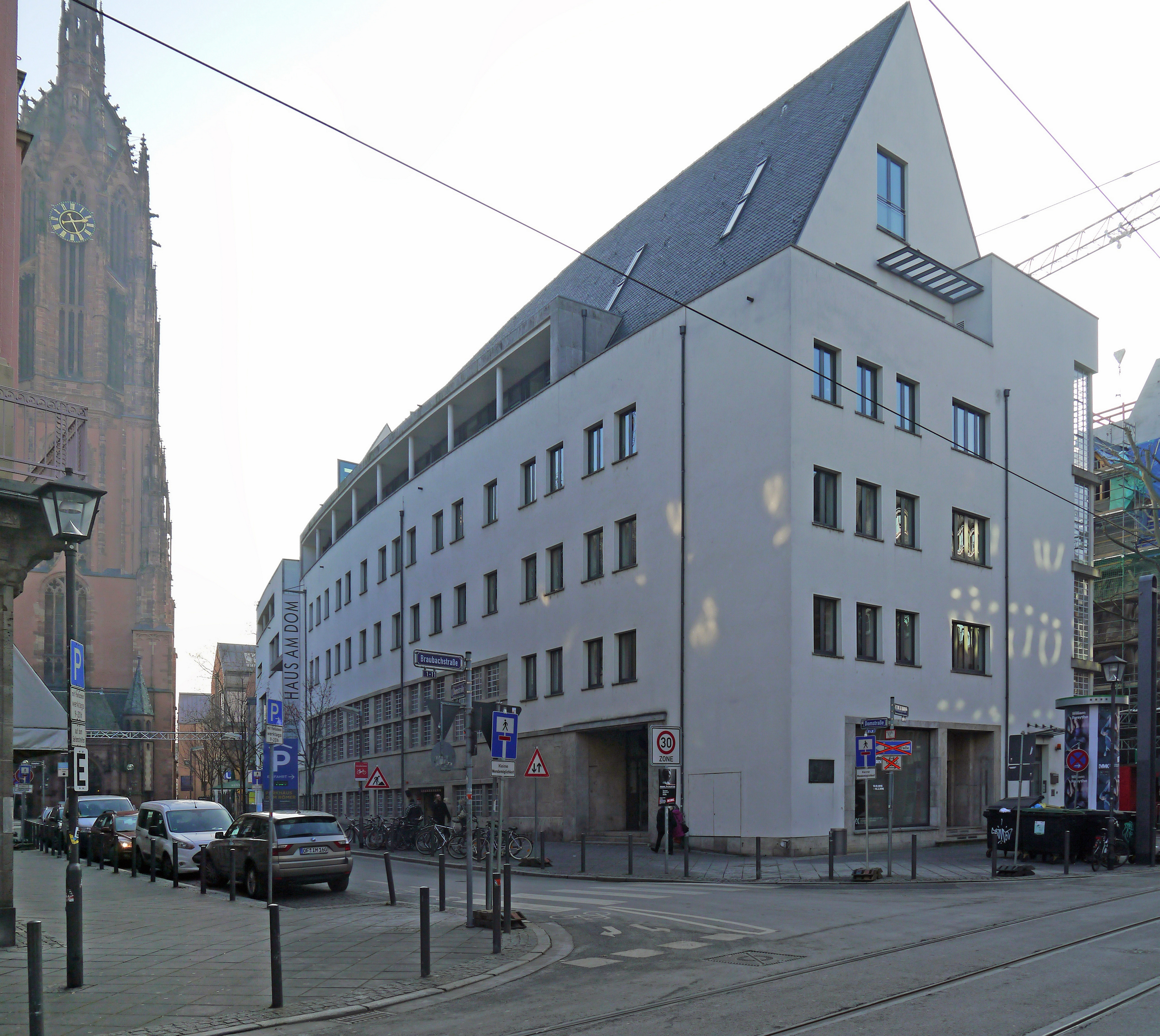
El ZOLLAMTᴹᴹᴷ, diagonalmente opuesto en la Haus am Dom (2016)

ZOLLAMTᴹᴹᴷ es una sala de exposiciones externa de MMK en la antigua oficina principal de aduanas de Fráncfort y se encuentra en diagonal frente a la entrada principal de MMK 1. Desde 2007, tras una profunda renovación del edificio, se presentan aquí regularmente posiciones artísticas más jóvenes o menos conocidas.
El programa de exposiciones cuenta con un importante apoyo de la Fundación Jürgen Ponto. En colaboración con el MMK, los becarios de la Fundación Jürgen Ponto, que cada año concede dos becas de trabajo a jóvenes artistas, tienen la oportunidad de presentar sus obras ante un amplio público en el marco de una exposición en ZOLLAMTᴹᴹᴷ.

### Exposiciones desde 2008
- 2009: Barbara Klemm: Straßen Bilder
- 2009: Dolores Zinny/Juan Maidagan: Das Abteil/Compartment
- 2010: Heide Nord/Falke Pisano
- 2010: Geschmacksverstärker. Absolventenausstellung der Städelschule
- 2010: Cyprien Gaillard
- 2011: „___“ Vorübergehend unsichtbar
- 2011: Absolventenausstellung Städelschule
- 2011: Tobias Zielony
- 2012: Saâdane Afif: Anthologie de l'humour noir
- 2012: Mauricio Guillén: Avenida Progreso
- 2012: Zauderberg. Absolventen der Städelschule 2012
- 2012: Pssst – eine Ausstellung für Kinder (Labor Frankfurt/Anorak (UK))
- 2013: Andrea Büttner
- 2013: Jewyo Rhii: Walls to Talk to
- 2013: say my name, say my name: Städelabsolventen 2013
- 2014: ars viva 2013/14: Wahrheit/Wirklichkeit
- 2014: Pashmina. Absolventen der Städelschule 2014
- 2014/2015: Dayanita Singh: Go Away Closer
- 2015: Hassan Khan: „Flow my tears, the policeman said“
- 2015: Deutsche Börse Photography Prize 2015
- 2015: Parked Like Serious Oysters. Absolventen der Städelschule 2015
- 2016: Croissant. Absolventen der Städelschule 2016
- 2016: Laure Prouvost: all behind, we’ll go deeper, deep down and she will say:
- 2016/2017: Florian Hecker: Formulations
- 2017: Deutsche Börse Photography Foundation Prize 2017
- 2017: Kopf oder Zahl. Lisa Pahlke und Richard Leue
- 2018: Marianna Simnett
- 2019: Bunny Rogers: Pectus Excavatum
- 2020: Precious Okoyomon: Precious Okoyomon
- 2021: Ja'Tovia Gary: The Giverny Suite
- 2022: Mire Lee. Look, I’m a fountain of filth raving mad with love
- 2023: The critics company: One can only hope and wonder

## Películas
- Museums-Check mit Markus Brock: Museum für Moderne Kunst, Frankfurt am Main. 30 Min. Primera emisión: 3 de julio de 2016.[20]